# Yacimiento megalítico de Wanar
Los círculos megalíticos de Wanar se encuentran ubicados en Senegal y poseen unas fechas que abarcan desde el siglo XI al XII de nuestra era.

## Definición de Megalitismo
El término megalito proviene de las expresiones griegas mega (μεγας) grande y lithos (λιθος), piedra. El megalitismo está asociado a construcciones, de tipo funerario o ritual, realizadas con grandes bloques de piedra.

## Historia del Megalitismo en Senegambia
El Megalitismo es un fenómeno muy extendido en todo el mundo y en todas las épocas. Dolmenes y Menhires han sido erigidos, independientemente y en diferentes momentos, desde Colombia hasta Corea. Algunos, incluso se construyeron hace menos de cincuenta años en Madagascar, Indonesia o la India.
El continente africano no es ajeno a estos fenómenos, como lo demuestra el trabajo realizado por G. Camps en el Magreb o los realizados por R. Joussaume en el Cuerno de África, particularmente en Etiopía. Mucho más recientes son los estudios llevados a cabo por E. Zangato en África Central y los de F. París, que plantean para los monumentos de Níger, una antigüedad similar a las más conocidas en la Europa atlántica, dos mil años antes de la construcción de las primeras pirámides en Egipto.
Las distintas formas de Megalitismo asociadas a la región de Senegambia han sido distribuidas en cuatro grandes regiones: Wanar, Kerbatch, Sine Ngayène y Wassu. Los monumentos megalíticos de Senegal y Gambia no son tan antiguos. Cerca de 30.000 piedras erigidas ocupan un área correspondiente al centro y oeste de Senegal y se extienden hasta Gambia. Su carácter común reside en la existencia de uno o más monolitos situados al este del monumento funerario, de forma circular. Los monolitos fueron extraídos de la armadura laterítica y a veces transportados durante kilómetros a los cementerios.
El mobiliario recogido en las tumbas permite atribuir esta arquitectura al período protohistórico. Los diferentes trabajos arqueológicos realizados en estos círculos, han aportado un conjunto de evidencias materiales que han permitido analizar las costumbres sociales, religiosas y económicas puestas en práctica por las poblaciones autóctonas de esta región. En la actualidad, no hay un conocimiento claro sobre la autoría de estos círculos, aunque algunos investigadores los relacionan con el pueblo Sere. Para trabajar sobre esta hipótesis, se han realizado estudios comparativos entre los círculos de Wanar y las construcciones Sere actuales. Una buena parte de los materiales encontrados en estos círculos fueron donados por Sir Richmond Palmer al Museo Británico de Londres.

### Patrimonio de la Unesco
Wanar, al igual que todos los yacimientos de círculos megalíticos de Senegambia, forma parte desde el 21 de julio de 2006 de la lista de la Unesco como Patrimonio Mundial. Este organismo los describe como:
“Una zona megalítica excepcional y representativa que en términos de tamaño, consistencia y complejidad parecen no tener igual en ninguna otra parte del mundo. Las piedras individuales finamente trabajadas muestran prácticas de trabajo precisas y hábiles y contribuyen a la imposición del orden y grandeza de la totalidad del complejo”.

## Ámbito geográfico
La localidad de Wanar se encuentra dentro de la región de Kaolack, muy cerca de la frontera entre Senegal y Gambia. En este territorio fronterizo, delimitado por el río Saloum al norte y por el río Gambia al sur, se ha documentado la acumulación de círculos megalíticos más occidental de todo Senegal. Estos monolitos, realizados con laterita, se encuentran dentro de una importante red de humedales ubicada en el norte del valle del Bao Bolon.

## Cronología
Para buena parte del megalitismo adscrito al ámbito de Senegambia se han propuesto unas cronologías que abarcan desde el siglo III a. C. hasta el siglo XVI d. C. Por otra parte, muchas de las cronologías disponibles, relacionadas con Wanar, han sido obtenidas a partir de restos de carbón vegetal. Estas muestras antracológicas generan cierta controversia sobre la precisión de las dataciones. Sin embargo, a partir de unos restos humanos, localizados en esta necrópolis, se han propuesto unas cronologías que nos situarían entre los siglos XI y XII de nuestra era.

## Funcionalidad y tipología
La teoría principal de los investigadores que trabajan en el proyecto es que todos los monumentos encontrados en Wanar parecen marcar enterramientos, por lo tanto, el yacimiento en sí es considerado una necrópolis. Las piedras monumentales que lo caracterizan, en su mayoría, se agregaron más tarde para usos rituales. 
En el yacimiento se reflejan dos tipos entierros, de tipo simple consistente en pozos grandes sellados con un montículo y entierros más complejos excavados de forma más profunda y con un ancho más estrecho. También hubo una presencia de materiales perecederos encontrados en los entierros como ladrillos y yeso, lo cual sugiere la existencia de estructuras habitacionales construidas de forma coetánea con respecto a las tumbas. Sobre la base de todos estos hallazgos, los investigadores han desarrollado un posible modelo para la secuencia de actividades funerarias que tuvo lugar en Wanar. 
La secuencia tiene tres fases distintas:
- La fase uno incluye acotar el tamaño de las tumbas y cubrirlas con montículos.
- La fase dos implica la erección de los monolitos alrededor de los montículos.
- La fase tres, consiste en erigir piedras frontales.

La fase tres también se puede relacionar al periodo de tiempo en el que estos monumentos se convirtieron en sitios de actividades rituales y la cerámica comenzó a depositarse alrededor de ellos.
El yacimiento de Wanar da testimonio de una sociedad próspera y altamente organizada con tradiciones de construcciones de círculos de piedra, asociadas con enterramientos y que persisten en ciertas áreas durante más de un milenio.

## Estado de la Investigación
Desde el 2005 se han sucedido diferentes campañas arqueológicas en el yacimiento de Wanar que han permitido recabar bastante información sobre las arquitecturas megalíticas de Senegal y Gambia. El trabajo se ha centrado, de forma primordial, en averiguar las secuencias de creación de estas estructuras y su relación con determinadas prácticas funerarias asociadas, intentado en todo momento otorgarle diferentes ángulos de interpretación.
En el primer programa de investigación (2008-2011) tres monumentos (I, XIV y XIX) fueron objeto de extensas excavaciones en el yacimiento estudiándose los niveles funerarios de dos de ellos (I y XIX).
En el segundo programa (2012-2015) los datos adquiridos sobre los monumentos I y XIX, monolitos finos y alargados, fueron comparados con los monumentos XIV y XX, correspondientes a monolitos de pequeño tamaño, pero robustos.